# Jana Haas (Schwimmerin)
Jana Haas (* 20. September 1975 in Erfurt) ist eine deutsche Schwimmerin und Olympiateilnehmerin. Die 1,72 m große Athletin startete für den TSV Erfurt.
Sie konnte sich mehrfach bei Deutschen Meisterschaften platzieren:
- 200 m Lagen: 1992 und 1993 Vizemeisterin
- 400 m Lagen: 1991 Platz 3, 1992 Meisterin, 1993 Vizemeisterin

Über beide Strecken startete sie bei den Olympischen Spielen 1992 in Barcelona und erzielte folgende Ergebnisse:
- 200 m Lagen: Im Vorlauf wurde sie in 2:17,74 min Zehnte und qualifizierte sich damit für das B-Finale. Mit einer Wiederholung dieser Zeit hätte sie das B-Finale gewonnen und im A-Finale Platz 8 belegt. Sie schwamm jedoch nur 2:20,94 min und wurde damit Letzte.
- 400 m Lagen: In 4:49,93 min qualifizierte sie sich als Elfte der Vorläufe für das B-Finale. Dort steigerte sie sich auf 4:47,74 min und gewann. Wäre ihr diese Zeit bereits im Vorlauf gelungen, hätte sie sich für das A-Finale qualifiziert und dort Platz 7 belegt.